# Ostencovití
Ostencovití (Balistidae) je čeleď mořských paprskoploutvých ryb z řádu čtverzubci (Tetraodontiformes). Ostencovití se vyskytují v tropických mořích celého světa, v menší míře zasahují i do moří subtropů a mírného pásu. Je známo asi 40 druhů ve 12 rodech.

## Anatomie a stavba těla
Ostencovití mají velice oválné a komprimované (slisované) tělo. Hlava je velká, zakončena malým ústním otvorem s velmi silnými zuby, které jsou přizpůsobené k drcení ulit a korálů. Spodní čelist se skládá ze čtyř zubů na každé straně, zatímco horní čelist obsahuje sadu dalších šesti destičkových zubů. Kromě zubů se chrání také malými ocasními trny, které mohou poškrábat a zranit jiné ryby nebo dokonce člověka. Oči jsou malé, v horní části hlavy, daleko od úst a fungují nezávisle na sobě, každé oko se může pohybovat jiným směrem. Přední hřbetní ploutev je tvořena ze tří ostnů, z nichž první je nejdelší a nejsilnější. Dostali podle nich i své pojmenování. Ostny fungují jako ochrana před predátory. První osten je uzamčen do druhého a pomocí třetího jej může opakovaně vystřelovat do vzpřímené polohy. Působí tak větší a pro predátora by tudíž bylo obtížné jej spolknout. Řitní a zadní hřbetní ploutve jsou schopné vlnit se ze strany na stranu, což pomáhá rybě plout pomaleji. Srpkovitou ocasní ploutev používají ostencovití pouze v případě úniku před nebezpečím.
Většina ostencovitých dorůstá délky 20–50 centimetrů, některé druhy mají však až jeden metr (Pseudobalistes naufragium). Jsou velice pestře zbarveni. Mezi základní barvy patří modrá, žlutá, oranžová, bílá, černá, šedá a hnědá. Na těle mají propracované ornamenty, které obsahují skvrny a čáry. Barevné schémata jim umožňují dobře splynout s místem, ve kterém se vyskytují.

## Chování
Ostencovití se vyskytují především v mělkých vodách a podél korálových útesů. Jsou to agresivní ryby, které chrání své teritorium, především pokud jde o samice, které hlídají své jikry. Mohou napadnout také potápěče, pokud se pohybuje na jejich teritoriu. Kousnutí může být bolestivé, nikoliv však smrtelné. Většinou žijí samostatně, ale vzhledem k tomu, že hledají potravu na stejných místech, bývají často považováni za skupinu. Během dne jsou neustále v pohybu, zpomalují až v noci, kdy hledají úkryt v písku, do kterého se schovávají před predátory.

### Rozmnožování
Samci ostencovitých migrují na svá tradiční místa, kde probíhá tření, která si důkladně chrání před ostatními samci, protože bez vlastního území by neměli ke tření šanci. Území samce slouží k rozmnožování a péči o mláďata. Většina samčích teritorií se nachází nad písčitým mořským dnem nebo skalním útesem. Na každém teritoriu je více než jedna samice a samec se tře s každou z nich. Na ostrově Izu v Japonsku má jeden druh ostencovitých (Xanthichthys mento) na svém teritoriu ve stejnou dobu až tři samice, se kterými se postupně tře.

#### Péče o mláďata
Samice v období tření klade velké množství vajíček, z kterého ale přežije jen malý počet. O jikry se stará samec i samice. Samice je v bezprostřední blízkosti jiker, chrání je a fouká na ně vodu, aby je dobře zásobovala kyslíkem. Samec je ve větší vzdálenosti a chrání samičku i jikry před případným nebezpečím. Po vylíhnutí jsou mláďata stále v ohrožení, protože představují chutnou potravu pro větší ryby. Dospělosti se dožije jen málo z nich.

## Potrava
Ostencovití jsou masožravci. Velkou část jejich potravy tvoří krabi, krevety, mořští ježci, červi a jiní bezobratlí. Dále jí mušle, které dokáží rozdrtit pomocí svých silných zubů. Můžeme je také vidět jíst jiné menší ryby, které neloví, ale pokud najdou mrtvé tělo ryby, sní ji. Potravu vyhledávají na dně oceánů a moří, kdy pomocí vody, kterou vystřelují z úst, odstraňují písek, ve kterém se většinou jejich potrava nachází.

## Chov ostencovitých
Ostencovití jsou také chováni v akváriích. Jsou ovšem velmi nároční, nedoporučují se proto začátečníkům. Bývají agresivní vůči ostatním rybám, z toho důvodu je lepší chovat je samostatně, v páru s dalším ostencem nebo stejně velkými rybami, záleží na druhu ostencovitého. Potřebují velké nádrže s prostorem pro plavání a úkryt. Často se stává, že ostencovití útočí na vybavení akvária, především na ohřívače akvária, topítka, korály. Je důležité krmit je 3 až 5× denně pestrou stravou.

## Taxonomie
- rod Abalistes Jordan & Seale, 1906
- rod Balistapus Tilesius, 1820
- rod Balistes Linnaeus, 1758
- rod Balistoides Fraser-Brunner, 1935
- rod Canthidermis Swainson, 1839
- rod Melichthys Swainson, 1839
- rod Odonus Gistel, 1848
- rod Pseudobalistes Bleeker, 1865
- rod Rhinecanthus Swainson, 1839
- rod Sufflamen Jordan, 1916
- rod Xanthichthys Kaup, 1856
- rod Xenobalistes Matsuura, 1981

## Zástupci
- Ostenec oranžovoproužkatý
- Ostenec titan
- Ostenec modrý
- Ostenec běloskvrnný
- Ostenec černý
- Ostenec Picassův
- Ostenec šedý
- Ostenec vdova
- Ostenec černoskvrnný
- Ostenec hvězdnatý
- Abalistes filamentosus